# Чешский филармонический оркестр
Чешский филармонический оркестр (чеш. Česká filharmonie) — чешский симфонический оркестр, базирующийся в Праге. В 2008 занял 20 место в списке 20 лучших оркестров мира по версии журнала Gramophone.

## История
Впервые оркестр появился в 1896 году, когда оркестранты пражского Национального театра
исполнили произведения А. Дворжака под управлением автора. В 1901 году оркестр был выделен из состава оперной труппы. 
В 1908 году оркестр участвовал в юбилейных торжествах по случаю 60-летия правления императора Франца Иосифа; в рамках этих торжеств состоялась премьера Седьмой симфонии Густава Малера, дирижировал оркестром автор. В 1919—1931 и 1933—1941 оркестром руководил Вацлав Талих, а в 1950—1968 — Карел Анчерл. С 2003 по 2009 оркестр возглавлял Зденек Мацал, который ушёл в отставку с поста главного дирижёра в 2007. Начиная с сезона 2009—2010 годов его преемником стал Элиаху Инбал. 
В 2005 оркестр был номинирован на премию «Грэмми».

## Главные дирижёры
| - 1901—1903 Людвик Челанский - 1903—1918 Вилем Земанек - 1919—1931, 1933—1941 Вацлав Талих - 1942—1948 Рафаэль Кубелик - 1950 Карел Шейна - 1950—1968 Карел Анчерл | - 1968—1989 Вацлав Нойман - 1990—1992 Йиржи Белоглавек - 1993—1996 Герд Альбрехт - 1996—2003 Владимир Ашкенази - 2003—2007 Зденек Мацал - 2009—2012 Элиаху Инбал - 2012—2017 Йиржи Белоглавек - 2018— Семён Бычков |

## Внешние ссылки
- Официальный сайт
- Мемориальный сайт  Франтишека Сламы: Чешский филармонический оркестр - история, дирижёры, оркестранты, Вацлав Талих  (чешск.) (англ.)